# Fiestas patronales de la Virgen de la Merced
Las Fiestas patronales de la Virgen de la Merced, son una de las festividades de carácter religioso celebradas en el cantón de Portoviejo, de la provincia de Manabí, en Ecuador. Esta celebración se realiza en honor a la Virgen de la Merced; efectuándose el 24 de septiembre de cada año, en el centro de la ciudad de Portoviejo, en donde se halla la Iglesia matriz de la ciudad. Esta fiesta de patronazgo también es celebrada en la ciudad de Machala, Provincia de El Oro , y también se celebra en la ciudad de Istmina - Chocó en Colombia.